# Ernest Riedel
Ernest Riedel (n. 13 iulie 1901, New York City, New York, SUA – d. 26 martie 1983, Florida, SUA) a fost un canoist ce a reprezentat Statele Unite ale Americii, medaliat olimpic. A participat la 2 ediții ale Jocurilor Olimpice (1936, 1948) în care a câștigat o medalie de bronz.